# 괴롭힘
괴롭힘(영어: harassment)은 상대방을 의도적으로 불편하게 해서 혐오감ㆍ모욕감ㆍ수치심ㆍ짜증ㆍ증오 등 악감정을 유발해서 상처를 주고 피해자의 미움을 사게 되는 폭력행위들의 총칭이다.
불교에서 괴롭힘은 번뇌성의 마음작용 가운데 하나이며 전통적인 용어로 뇌(惱)라고 한다. 불교의 교의에 따르면, 번뇌는 윤회 즉 3계의 괴로운 삶을 일으키는 원인이다.

## 괴롭힘의 유형
- 집단 따돌림
- 스토킹
- 사이버스토킹
- 직장 괴롭힘
- 폭력 및 괴롭힘 협약
- 성폭력
- 학교폭력
- 사이버 폭력
- 가정폭력

## 같이 보기
- 심리전
- 성적 폭행
- 조직 내 공격적 행동